# Pisew Falls Provincial Park
Pisew Falls Provincial Park är en park i Kanada.   Den ligger i provinsen Manitoba, i den sydöstra delen av landet, 1 900 km nordväst om huvudstaden Ottawa. Pisew Falls Provincial Park ligger 231 meter över havet. Den ligger vid sjön Brostrom Lake.
Terrängen runt Pisew Falls Provincial Park är platt, och sluttar österut. Trakten runt Pisew Falls Provincial Park är nära nog obefolkad, med mindre än två invånare per kvadratkilometer.. Det finns inga samhällen i närheten. 
I omgivningarna runt Pisew Falls Provincial Park växer i huvudsak barrskog.